# 王伯姜
王伯姜（？—？），周朝王后。姜姓，西周第七代天子周懿王的王后，周夷王之母。
传世文献没有记载王伯姜，根据《王伯姜鼎》(集成02560)、《王伯姜鬲》(4件,集成00606—00607、集成00647、故精品31)、《王伯姜壺》(2件,集成09623—09624)，是西周中期後段的姜姓婦女，周王的后妃。她为自己和女儿作生活用器，设置属下掌管王室有关经济事务，主持王室宴会祭典，赏赐大臣财物。劉啟益先生認為她即周懿王的后妃。